# ジョニー・ロングデン
ジョニー・ロングデン（John Eric Longden 1907年2月14日 - 2003年2月14日）は、イギリス（イングランド）ヨークシャー州ウェイクフィールド出身の、アメリカの元騎手で、元調教師。騎手・調教師としては「Johnny Longden」と表記される。1958年アメリカ競馬殿堂入り。96歳の誕生日に死去。

## 経歴
イギリス生まれだが、幼くしてカナダのアルバータ州に移住。1927年にアメリカのカリフォルニア州で騎手になり、イギリスのサー・ゴードン・リチャーズ騎手の持っていた通算勝利数の世界記録4,870勝を1956年に破り、通算勝利数の世界記録を6,032勝まで伸ばした。この記録は1970年にウイリー・シューメーカー騎手に破られるまで、14年間世界最多勝利騎手の座にあった。

## 主な勝ち鞍
- Hollywood Gold Cup（1950, 1953, 1954, 1961）
- Hollywood Derby（1945, 1948, 1949, 1961, 1964）
- Canadian Derby（1932）
- Adirondack Stakes（1938, 1941, 1942）
- Matron Stakes（1937）
- Wood Memorial Stakes（1937, 1943, 1944）
- Brooklyn Handicap（1938）
- Hopeful Stakes （1940）
- Breeders' Futurity（1940）
- Saratoga Special Stakes（1940）
- Champagne Stakes （1939, 1942）
- Lawrence Realization Stakes（1943）
- Remsen Stakes（1943）
- Withers Stakes（1943, 1944）
- Gazelle Handicap（1944）
- Bing Crosby Handicap（1964）
- Del Mar Oaks(1964)
- Del Mar Handicap（1952, 1955, 1956）
- Palomar Breeders' Cup Handicap（1955, 1956, 1964）
- Del Mar Derby（1963）
- Del Mar Futurity(1950)
- Santa Anita Handicap（1945, 1950, 1951, 1956）
- Jamaica Handicap（1947）
- Kentucky Oaks（1947）
- Santa Anita Derby（1947, 1948, 1950, 1955, 1961, 1969）
- San Felipe Stakes（1945, 1947, 1950, 1953, 1961）
- San Juan Capistrano Handicap（1950, 1951, 1955, 1965, 1966）
- Hawthorne Gold Cup Handicap（1961）
- Washington, D.C. International（1961）
- Canadian International Stakes（1965）

## 三冠レース
- United States Triple Crown （1943）
- Kentucky Derby （1943, 1969）
- Preakness Stakes （1943, 1969）
- Belmont Stakes (1943)

## 主な騎乗馬
- Count Fleet（1943年アメリカ三冠）
- Busher
- Jet Pilot
- Your Host
- Whirlaway
- Noor
- Swaps
- T.V. Lark
- Four-and-Twenty
- George Royal
- Majestic Prince（1969年ケンタッキーダービー、プリークネスS）